# Reduto da Maia (Ribeira Grande)

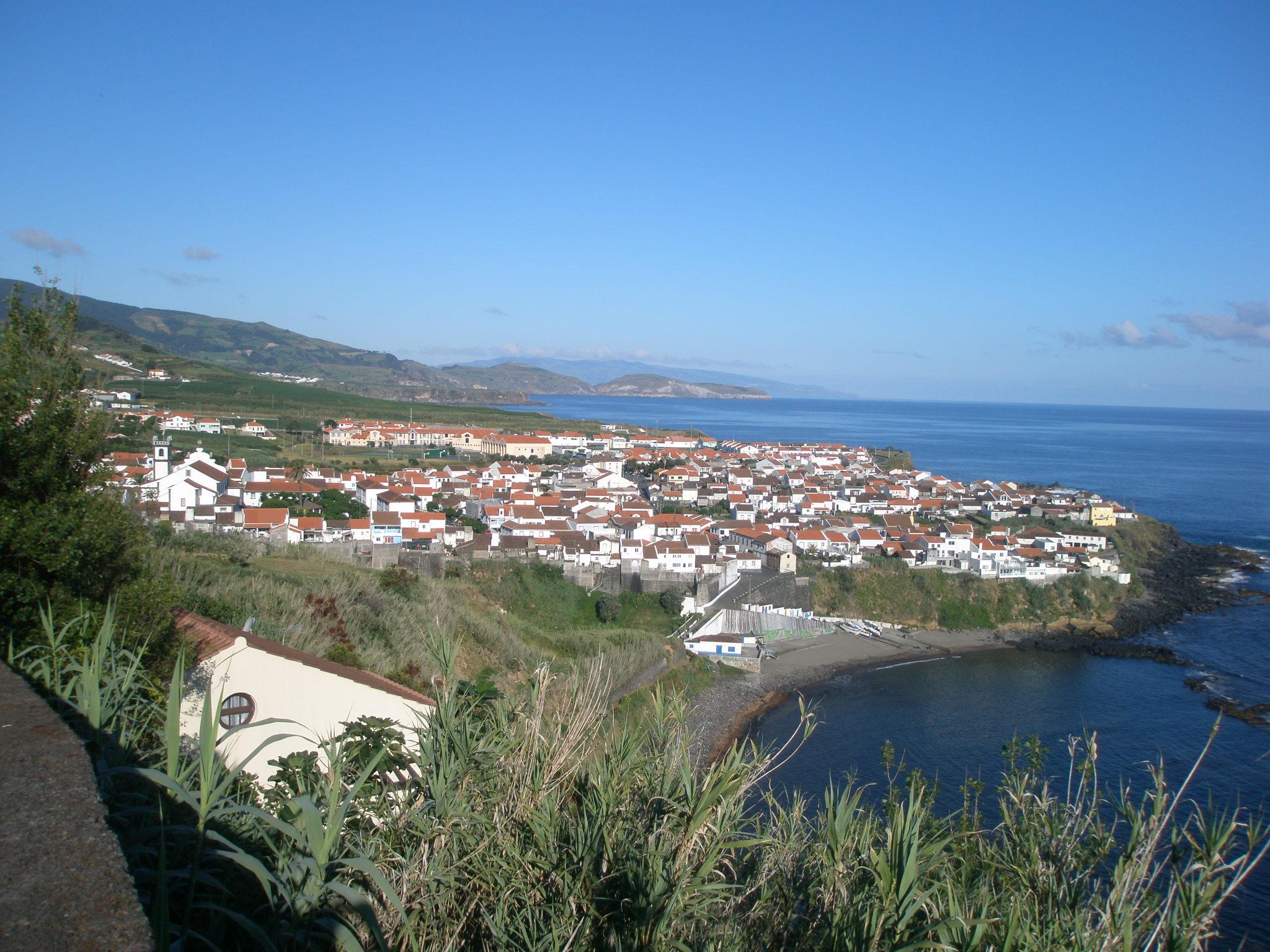
Maia, Ribeira Grande.

O Reduto da Maia, posteriormente referido como Forte do Espírito Santo, localizava-se no então lugar da Maia, concelho da Ribeira Grande, a norte da ilha de São Miguel, nos Açores.
Em posição dominante sobre este trecho do litoral, constituiu-se em uma fortificação destinada à defesa deste ancoradouro contra os ataques de piratas e corsários, outrora frequentes nesta região do oceano Atlântico.

## História
No contexto da Guerra da Sucessão Espanhola (1702-1714) encontra-se referido como "O Reduto do logar da Maya." na relação "Fortificações nos Açores existentes em 1710".
No contexto da instalação da Capitania Geral dos Açores, o seu estado foi assim reportado em 1767:
"20.° — No logar da Maya se conservam alguns vestígios de que houve alli um Forte chamado do Espirito Santo, e se deve novamente edificar, pela necessidade que tem aquelle sitio de ser defendido."
Esta estrutura não chegou até aos nossos dias.